# Maurice Starr
Maurice Starr (DeLand, 14 de junho de 1953), nome artístico de Larry Curtis Johnson, é um músico, produtor musical e compositor estadunidense. Starr trabalhou com New Edition, New Kids on the Block e Tiffany.

## Biogafia
Originalmente de Lake Helen, Flórida, Larry Johnson se mudou para Boston, no início de 1970 e foi membro dos grupos The Johnson Brothers e Jonzon Crew. Em 1980, mudou seu nome artístico para Maurice Starr e gravou dois álbuns: "Flaming Starr (1980)" e "Spacey Lady (1983)". Sem êxito como artista solo, Starr decidiu criar uma banda para tocar as músicas que ele escreveu. Em 1982, Starr descobriu a banda New Edition em seu show de talentos. Ele co-escreveu e co-produziu Candy Girl, primeiro álbum do grupo, que teve como destaques a faixa-título, "Is This the End" e "Popcorn Love". Apesar do sucesso, divergências entre o New Edition e Starr causaram o rompimento de ambos.
Em 1986, lançou outro grupo musical, o New Kids on the Block, com 5 integrantes: Jonathan Knight, Jordan Knight (irmão de Jonathan), Joey McIntyre, Donnie Wahlberg (irmão do ator Mark Wahlberg) e Danny Wood. Starr acreditava que o NKOTB seria uma "versão branca" do New Edition, afirmando que este último teria um sucesso "20 vezes maior" caso seus integrantes fossem brancos. Ele foi responsável pelo marketing lucrativo do grupo, com camisetas, pôsteres e outros produtos licenciados, tendo recebido o prêmio de Compositor do Ano de 1989.
Starr ainda gerenciou as carreiras de outros artistas, como Perfect Gentlemen, Rick Wes, Homework, the Superiors, Heart Body & Soul, Classic Example, Tommy Page, Ana Rodriguez e Tiffany, mas sem o mesmo sucesso que New Edition e New Kids on the Block.

## Discografia

### Álbuns
- Flaming Starr (1980)
- Spacey Lady (1983)

### Produção
- Candy Girl - New Edition
- Rockin' Radio - Tom Browne (1983)
- Electric Lady - Con Funk Shun (1985)
- New Kids on the Block - New Kids on the Block (1986)
- Hangin' Tough - New Kids on the Block (1988)
- Step by Step - New Kids on the Block (1990)
- Homework - Homework (1990)
- New Inside - Tiffany (1990)
- Body Language - Ana Rodriguez (1990)